# Showcase (tv-kanal)
Showcase er en canadisk kabel-tv-kanal, der ejes af Corus Entertainment. Det blev lanceret den 1. januar 1995.